# Изразцы
Изразцы́ — керамические плитки, используемые для облицовки каминов, печей, стен. Важная техническая особенность изразцов — наличие с тыльной стороны коробчатого выступа — румпы, предназначенного для крепления. С лицевой стороны изразцы могут быть как гладкими, так и трехмерными, «поливными» (покрытыми белой или цветной глазурью или эмалью), или неглазурованными (терракотовыми). Изразцами зачастую ошибочно называют облицовочные плитки без румпы на тыльной стороне.
Первые изразцы, так называемые «горшковидные» и «мисковидные» протоизразцы, были больше похожи на обычные горшки и миски, иногда покрытые глазурью. В конце XIII — начале XIV века в Венгрии, Чехии и Словакии появились пластинчатые изразцы (керамическая пластинка с румпой). Изразец XV—XVI века имел вид ящика со стенками, слегка скошенными внутрь, а его лицевая пластина выступала дном коробки. На рубеже XVI—XVII века коническая коробка была заменена на фигурную румпу с отверстиями для пропуска металлического дрота (проволоки), с целью крепления целой группы изразцов в один ряд на зеркале печи.

## Историческая этимология
Этимология лексемы изразец  не ясна. «Этимологический словарь русского языка» даёт короткое пояснение: изразец образован от из- и резать, со ссылкой на Александра Преображенского. «Этимологический словарь русского языка» Преображенского даёт такое же краткое пояснение об образовании лексемы от разъ, разить. Более подробно историческая этимология лексемы была раскрыта в «Историко-этимологическом словаре русского языка» Павла Черных, в котором отмечалось, что слово изразец — «тонкая плитка из обожжённой глины, покрытая глазурью (иногда орнаментированная), используемая для облицовки стен (в старое время гл. обр. печей)», — встречается только в русском языке. В других славянских языках в данном значении употребляют слово кафель: украинское кахель; белорусское кафля; болгарское кахла. В русском языке изразец зафиксирован в словарях только в 1704 году, но тогда имел как-будто другое значение: «образец», «модель». В современном значении слово зафиксировано только в 1731 году. Прилагательное изразцовый ещё более позднее (1780 год). Черных предполагал, что старшее значение лексемы — «изображение (резное?) на плоскости».
Лексема изразец полностью заместила в русском языке более раннее заимствованное слово кафля не ранее XX века. Историк-археолог Иван Синчук отмечал, что слово «кафля» (изразец) появилось в XVI веке в белорусском и украинском языках. «Словарь русского языка XI—XVII вв.» отмечал появление лексемы в русском языке в XVII веке. Исследователь русского изразцового искусства Светлана Баранова приводила пример употребления слово «кафля» в исторических источниках: в расходной книге Казённого приказа содержались сведения, что в 1668 году царю Алексею Михайловичу были продемонстрированы «образцовые кафли». Баранова считала, что с большой долей вероятности «кафли» являлись именно изразцами. Кандидат исторических наук Екатерина Андреева отмечала, что изучение многочисленных исторических источников первой половины XVIII века показало чёткое различие между «образцами», «кафлями», «кахлями», «изразцами» (изразцы в современном понимании) и керамической плиткой (см. «Переписка с комиссарами и подрядчиками об изготовлении на заводах кирпича, о вывозе его с заводов и выплате денег живописцам изразцов», 1718—1719; «Книга учёта изразцов для строительства Зимнего дворца», 1720—1719; «Опись Кронштацкаго дому», 1728). В последней четверти XVIII века лексема «кафля» и её дериваты были уже вполне русскими: в документах по генеральному межеванию Смоленска 1776—1779 годов среди прочих ремесленников были перечислены 9 кафельников.
В середине XIX века появилось словосочетание «кафельные заводы», но и тогда ещё сохранялась необходимость пояснять значение слова изразец (его синонимичность слову кафель) — «изразцовые или кафельные заводы». В последней четверти XIX века лексемы кафля и изразец описывал «Толковый словарь живого великорусского языка». Академический «Словарь русского языка» 1906—1907 годов имел статьи «Кафленый», «Кафля», «Кахля». «Русско-белорусский словарь» 1937 года фиксировал, что в довоенном русском языке кафель и изразец существовали в качестве синонимов: «изразец — кафля, изразцовый — кафельный», «кафель — кафля, кафельный — кафляны». Слово «кафель» в процессе дивергенции русского, белорусского и украинского языков во второй половине XX века было вытеснено в русском языке лексемой «изразец».

## Отличие изразцов от других категорий облицовочной керамики
Типологическое отличие изразцов от других категорий облицовочных керамических материалов достаточно противоречиво. Например, основоположник научной реставрации древнерусских изразцов Алексей Филиппов в труде «Древнерусские изразцы» (1938), в отличие от позднее разработанной типологии С. А. Маслиха и Ю. М. Овсянникова, отождествляет понятия «изразец» и «кафель». Согласно классификации Филиппова, облицовочные керамические материалы делятся на три категории: изразцы, облицовочную плитку и облицовочный и лицевой кирпич. Две первых категории в свою очередь имеют существенное различие:
- Изразец или кафель (нем. Kachel) — это «глиняная обожжённая плитка, имеющая на задней стороне румпу (нем. Rumpf), то есть глиняную коробку, помогающую прикрепить изразцы к кладке»;
- Облицовочная плитка — «лицевая пластина, как и изразец, но не имеющая румпы».

Исследователи, изучавшие историю керамических материалов в России, зачастую игнорировали существенные различия керамической плитки и изразцов. Пример — суждение советского искусствоведа Юрия Овсянникова, что в 1709 году в Новоиерусалимском монастыре пленными шведами было налажено производство «живописных плиток и изразцов „на манер голландских“». В Голландии, в частности в Делфте, действительно существовало производство плоских расписных, синим кобальтом по белому, облицовочных плиток, каковые и были взяты по распоряжению царя Петра I в качестве образцов для отечественного производства в Ямбурге и Новоиерусалимском монастыре. Как написано в документах, их производили «два пленных шведа и один русский солдат». Но эти плитки не следует считать изразцами. С другой стороны, средневековые германские и скандинавские печные «рамочные изразцы» не имели румпы. Кандидат исторических наук Екатерина Андреева в современных исследованиях отмечала, что «Ю. М. Овсянников не видит разницу между двумя облицовочными керамическими материалами: изразцами и плиткой, поскольку в качестве доказательства налаживания производства русских „голландских“ плиток приводит изображения на изразцах Великого Устюга, а также на изразцах печи в Летнем дворце Петра I в Санкт-Петербурге». Такое же непонимание различия изразцов и керамических плиток Андреева отмечала в работах М. А. Тихомировой, С. А. Маслиха и Л. П. Дорофеевой, в то время как исторические источники «чётко различают изразцы (образцы, кафли, кахли) и плитку».

## История

### Предыстория. Облицовочные плитки в искусстве Древнего Мира
Изразцовое искусство восходит к строительным приёмам Древнего Египта и Ассиро-Вавилонии. Самая древняя форма облицовочной керамики — штифтмозаика в качестве облицовки глинобитных стен из обожженных глиняных палочек-конусов («керамических гвоздей») — полукруглые глазурованные шляпки таких «гвоздей» красного, чёрного и белого цветов, вбиваемые в стену, образовывали на поверхности геометрические узоры: зигзаги, ромбы, треугольники. Остатки штифтмозаики в руинах колонного зала царского дворца в Уре (вторая половина 4 тыс. до н. э.) открыла в 1912 году немецкая археологическая экспедиция. В древней Месопотамии глиняные стены для прочности облицовывали глазурованными кирпичами с рельефным рисунком. Таковы стены «Дороги процессий» и «Ворот богини Иштар» (604—562 гг. до н. э.) древнего Вавилона, облицованные глазурованными кирпичами синего, зелёного и жёлтого цветов с изображениями львов и драконов, «сопровождающих» входящих.
В Древнем Египте глазурованную керамику, в частности «египетский фаянс» (толчёный кварц, покрытый глазурью), применяли для декорирования стен со времени Нового царства.

### Византия и страны Западной Европы
Родиной ремёсел, связанных с силикатами: стеклоделия, глазурования, является Восточное Средиземноморье. Эту традицию переняли византийские мастера, в том числе работавшие на территории Италии: в Венеции, и Равенне, и в храмах Сицилии. Керамические поливные (глазурованные) тарели, ярко сверкающие на солнце, инкрустировали в стены итальянских кампанил (колоколен).
Яркие полихромные керамические плитки — непременная принадлежность архитектуры средневековой Персии, Турции, государств Средней Азии XIII—XVI веков и Магриба (арабского Запада). В Персии производили изысканной формы «звёздчатые плитки» с инкрустированным в сырой глине растительным орнаментом. В испано-мавританской архитектуре глазурованные плитки называли зиллидж, от чего произошло их название в иберо-романских языках: azulejo (в испанском — асулехо, в португальском — азулежу); в русском языке они называются ацулеями или азулеями.
В странах Западной Европы облицовочные керамические плитки, в том числе плитки для пола с интарсией разноцветной глиной, применяли начиная с VIII века, но наиболее широкое распространение они получили в XV—XVII веках. В Германии, Голландии, Швейцарии, Польше, Венгрии.

### Возникновение и распространение изразцов
Возникновение изразцового производства в Европе связывают с изменением климата — малым ледниковым периодом XIII—XVIII века. В XIII столетии в Европе появился новый тип отопительного устройства — домашняя печь «новой» конструкции. Конструктивная особенность такой печи заключалась в сооружении над очагом свода из горшков, составленных друг в друга в виде арки или плоской крыши. Несколько арок над очагом покрывали толстым слоем глины. Новые печи, позволявшие отапливать большие пространства, первоначально возникли в предгорьях итальянских и швейцарских Альп. Со временем в стенки таких печей стали вмазывать «горшковидные» или «мисковидные» сосуды, что позволяло увеличивать площадь нагреваемой поверхности. Данные сосуды принято рассматривать в качестве «протоизразцов». Печи новой конструкции в XIII—XIV веке распространились по землям Северной Италии, Германии, Чехии, Нидерландов, Дании, Швеции, Норвегии, Словакии, Венгрии и Польши. Из Польши и Венгрии устройство попало в Прибалтику и Белоруссию.
Эволюцию развития нового типа печи, а также горшковидных и мисковидных изразцов, проследила в своих научных трудах австрийская исследовательница искусства и ремёсел Розмари Франц. По данным учёного, древнейшие изразцы имели: горшковидную форму с цилиндрическим (20 см и выше) туловом; круглое устье, полусферическое, а позже плоское дно. Они вошли в употребление в XIII веке (возможно, в XII веке, в некоторых местах), но встречались и в XIV столетии. Позже появились мисковидные изразцы. В полном смысле слова изразцами они ещё не являлись, выступая скорее конструктивными элементами печи.
В конце XIII — начале XIV века в Венгрии, Чехии и Словакии появились коробчатые и другие виды пластинчатых (фризы, карнизы, цоколи, колонки и так далее) изразцов. По данным археологии, в конце XIV века горшковидные изразцы пришли в Великое княжество Литовское, в Белоруссию, в земли Тевтонского ордена. В том же столетии появился новый тип изразца — высокий, цилиндрический изразец, так называемый изразец-ниша.
Мастерство изготовления глазурей и покрытия ими посуды, а позднее изразцов, пришло в Европу из Кордовского халифата, который в свою очередь получил эту технологию из Персии, Передней Азии и стран Магриба. Из Испании она попала в Северную Италию, в Ломбардию и далее распространилась по Центральной и Северной Европе. К XIV веку уже вся Европа использовала данную технологию.
Европейские исследователи описывают два пути проникновения изразцов и изразцового искусства в Восточную Европу:
- Швейцария — Северная Германия — Дания — Швеция — Прибалтика (Рига, Ревель);
- Швейцария — Чехия — Польша — Литва — Псков — Новгород (из Пскова, либо гензейским путём).

- Печь с мисочными изразцами. Этнографический музей Белграда
- Горшковидный изразец
- Изразец-ниша. XV век. Франция
- Чешские изразцы. XV век
- Угловой изразец. 1500-е годы. Австрия
- Западноевропейский изразец

### Древнерусские изразцы
Из Византии искусство глазурованных облицовочных плиток было заимствованно древнерусскими мастерами. Вначале делали так называемые керамиды — могильные плиты, иконы и вставки в кирпичную кладку из терракоты с рельефными надписями, иногда покрытые зелёной — муравленой глазурью (наиболее простой и легкоплавкой из оксидов свинца). Такие керамиды известны по памятникам древнего Киева и Пскова.
На Руси послемонгольского времени много строили, восстанавливая старые города и храмы. Но искусство белокаменной резьбы владимиро-суздальской школы XII—XIII веков было утрачено. Замена белокаменных стен на кирпичные привела к идее декорирования быстрым и дешёвым способом — рельефными кирпичами, отминая их в резных коробах. Вначале такие изразцы монтировали в кирпичную кладку и белили вместе со стеной. Затем использовали красные терракотовые плитки в качестве декоративных вставок. Известно, что с 1476 года такие детали из терракоты изготавливали в Псковских мастерских. Однако муравленая свинцовая глазурь была прозрачной и на красном фоне глины давала грязноватый тон. Поэтому псковичи стали использовать белый ангоб, а также кроющие (опаковые) эмали: ярко-жёлтые, белые, коричневые, зелёные, рецептуру которых они заимствовали из Речи Посполитой.
Яркие непрозрачные эмали позволили эффектно использовать изразцы для наружного декора зданий в архитектуре XVII века, основными качествами которой являются живописность, нарядность, обилие декоративных деталей. Полихромные изразцы применяли в Москве, Троице-Сергиевой лавре, Ярославле, Угличе, Нижнем Новгороде, Великом Устюге, Костроме. В Москве яркими поливными изразцами в XVII веке дополнили убранство храма Василия Блаженного. Выдающимися памятниками изразцового искусства являются фасады церкви Троицы в Никитниках (1628—1653) и, особенно, Крутицкий терем (1693—1694), фасады которого сплошь облицованы изразцами наподобие драгоценной шкатулки.
Известны также изразцы Успенского собора в Дмитрове, Борисоглебского собора в Старице.
Расцвет ценинного дела (цениной на Руси называли глазурь и любые блестящие глазурованные изделия, от (нем.) zinn - олово  или čini — фарфор) в Москве 1670—1690-х годов связан с деятельностью патриарха Никона. Он основал мастерскую по изготовлению изразцов сначала в Иверском монастыре. Мастера «ценинного дела» были переселенцами из польских и белорусских земель. О том, что в Иверском монастыре работали мастера-керамисты и резчики форм «родом иноземцы», переведённые затем под Москву на строительство Нового Иерусалима, сообщает архимандрит Леонид (Кавелин), изучавший оригинальные архивные документы монастыря.
После опалы патриарха Никона (1666) строительство в Новоиерусалимском монастыре было приостановлено, мастера переведены в Оружейную палату. Впоследствии в начале XVIII века производство изразцов в Новоиерусалимском монастыре было возобновлено — работали там пленные шведские керамисты Ян Флегнер и Кристан. Изразцы, выпускаемые мастерской, были уже не рельефные, а гладкие с орнаментом, нанесённым краской.
Один из белорусских мастеров, известный под именем Степана Иванова Полубеса, прославился своими работами в храме Григория Неокесарийского (Москва) на Большой Полянке (1667—1679), в Иосифо-Волоколамском, в Новоиерусалимском, Солотчинском монастырях, а также в Храме Покрова Богородицы в Измайлове.
Степан Полубес родился в Мстиславле. В юности его привезли на Русь «полоном» из литовских земель. С 1614 года в Москве был известен «ценинный мастер» Мартын Васильев . Другую мастерскую в Москве возглавлял резчик по дереву и ценинный мастер старец Ипполит, прибывший «из-за польской Украины». Он также начинал в Новоиерусалимском монастыре на Истре, затем работал в Московском Кремле. Рельеф его изразцов напоминает флемскую («фламандскую») резьбу с перлами («жемчужинами») русских иконостасов XVII века. Ещё одна московская мастерская принадлежала архитектору Осипу Старцеву и его сыну Ивану, строителям Крутицкого подворья, терем которого был облицован более чем двумя тысячами рельефных полихромных изразцов.
Знаменитый орнамент Храма Григория Новокесарийского (1668 — середина 1670-х), надвратной церкви Андреевского монастыря (1675) и Храма Покрова Богородицы в Измайлове (1679—1683), получивший название «павлинье око», был выполнен, по мнению исследователей, по тем же формам, что и «павлинье око» в Новоиерусалимском монастыре.

### Изразцовые печи
В начале XVII века интерьерах русских палат появлялись облицованные изразцами печи.  В России издавна существовали кирпичные белёные печи с лежанкой горизонтального типа (другое название лежанки — полати). В богатых боярских домах устанавливали печи нового башенного типа, облицованные блестящими изразцами из Германии, Польши, Украины. Впервые "печь образцовая белая" фигурирует в документе от 1613 года . «К моменту появления русских изразцовых печей в Западной Европе существовала уже трёхсотлетняя история их развития». Печи XIV—XV веков в Германии представляли собой цилиндр на кубическом основании, облицованный круглыми, как тарелки, глазурованными плитками — «кахлями».
Глазурованные изразцы и кафели имеют не только декоративное значение, они хорошо сохраняют тепло. В Германии и Польше помимо круглых делали «рамочные» прямоугольные изразцы с высоким рельефом, покрытые зелёной глазурью. Эволюция формы и декора изразцовых печей является общей для стран Западной и Восточной Европы. Под влиянием развития архитектурных стилей самые ранние, архаичные печи украшали профилированными поясами, устанавливали на архитектонические основания («ренессансный тип»). Наличие ниш, выступов, раскреповок свидетельствует о барочных тенденциях. В русских печах подобные мотивы трансформировались в «городки» (узорчатый карниз по верхнему краю печи, состоящий из чередующихся пирамидок, «башенок» и полукруглых выемок), ажурные подзоры, точёные балясины. Рельеф постепенно концентрировался на обрамляющих элементах, а сами плитки делали плоскими с росписью по белому ангобу зелёной, коричневой и жёлтой красками.
Русские мастера использовали мотивы традиционной резьбы и росписи по дереву, вышивки, набивных тканей, лубка, народных картин — малёвок. На русских расписных изразцах «лубкового типа» XVIII века встречаются шутливые надписи: «ленивого погоняю» (под изображением китайца на слоне), «охота моя со мною» (всадник с охотничьим соколом на руке), «ярость укрощаю» (обнажённый амур с луком верхом на льве), «зверь дикой» (изображение верблюда), «мы леших, а нас чорт в карты проиграл» (чёрт и три обнажённые женские фигуры), «всех побеждаю» (фигура трубящего Архангела Михаила) и многие другие подобного рода. В Музее Санкт-Петербургской художественно-промышленной академии (бывшего Училища технического рисования барона Штиглица) в отдельном зале хранится уникальная коллекция макетов таких печей с подлинными изразцами. Другие подобные коллекции имеются в музее Коломенское и музее керамики в Кусково под Москвой.
В XVIII веке русские мастера заимствовали для росписи изразцов темы западноевропейских гравюр. Русские мотивы заключали в барочное обрамление с картушами, волютами, рокайлями, трельяжами. Народный орнамент сочетали с композициями из «Иконологии» Ч. Рипы (1593) или популярной в то время книги «Символы и эмблемата». Мастера использовали гравюры изданий «Описание Иерусалима» Симона Симоновича (московское издание 1771 года с гравюрами на меди) и Леонтия Бунина к букварю Кариона Истомина (1692—1694). Восточные мотивы (шинуазри) заимствовали через посредство голландских расписных плиток из Делфта, но перерабатывали их на русский лад. При этом пространственность пейзажа, характерная для западноевропейского искусства, заменялась привычным русскому мастеру «лубковым» решением с «травками», «кустиками» и позёмом — условным изображением земли.
Выдающимся исследователем русских изразцов был архитектор С. А. Маслих. Начиная с середины 1950-х годов в течение сорока лет в поездках по старым русским городам он изучал, зарисовывал и «отмывал» акварелью (по архитектурному обычаю) изразцы. Собрание его акварелей является уникальным. Книга акварелей С. А. Маслиха «Русское изразцовое искусство XV—XIX веков» издана в 1976 году (второе издание 1983 г.).
Для новых светских интерьеров Санкт-Петербурга из Голландии привозили облицовочные плитки («кафли») с характерной росписью синим кобальтом по белому фону. В 1709 году указом царя Петра I «два пленных шведа (один из них — мастер Ян Флегнер)» и один русский солдат были направлены в Воскресенский Ново-Иерусалимский монастырь для изготовления гладких «кафлей» подобных голландским. Такие же мастерские действовали в Стрельне и Ямбурге.
Русские печи, прямоугольные в плане, подобно немецким, обычно стояли в углу комнаты. В Голландии ради экономии топлива печи делали встроенными в стену: одна печь на две стороны обогревала две комнаты. Во дворце А. Д. Меншикова на Васильевском острове в Санкт-Петербурге, в «Ореховой зале», находится одна из самых ранних столичных печей 1720-х годов. Её композиция — традиционно русская, облицовка — европейского типа, а роспись, вероятно, выполнена русским учеником иностранного мастера. Во дворце Меншикова сохранилось четыре комнаты, стены и потолки которых покрывают бело-синие расписные плитки (в начале XVIII века таких комнат было тринадцать). В отличие от экономных голландцев русские покрывали плитками сплошь потолок и стены. При «ковровой» кладке на пересечении швов возникал дополнительный узор, раппорт из повторяющихся «угловых элементов» и розеток из позолоченной бронзы. Кафельная облицовка придавала не только нарядность, но и усиливала отражённым светом белизну, придавала светоносность интерьерам, что особенно важно в хмурые петербургские дни.
В середине XVIII столетия по требованию императрицы Елизаветы Петровны архитектор Б. Ф. Растрелли устраивал изразцовые печи в дворцовых интерьерах Санкт-Петербурга, Петергофа и Царского Села. К тому времени подобные печи уже называли «русскими», но Растрелли рисовал их сам в своём уникальном барочно-рокайльном стиле — с колонками, профильными карнизами и фронтонами. В столице, однако, растреллиевские печи именовали гамбургскими, поскольку их складывали немецкие мастера. В русской провинции — в Костроме, Калуге, Угличе — такие же печи не были связаны с творчеством самого Растрелли, но назывались уже не гамбургскими, а растреллиевскими. В середине XIX века многие дворцовые печи, например в Зимнем дворце в Санкт-Петербурге, разбирали и заменяли по новой моде каминами. В залах большого Петергофского и Царскосельского дворцов растреллиевские печи восстановлены реставраторами.
Во второй половине XVIII века в связи с распространением моды на классицизм расписные изразцовые печи постепенно уступали место белым кафельным, декорированным лёгкой тонкой росписью синим по белому либо рельефами «под антики». Многие из таких печей делали по рисункам архитекторов Дж. Кваренги и Н. А. Львова. В XIX веке оригинальное искусство русских изразцов полностью угасает.

### Изразцы в русском модерне
В рамках стиля модерн 1890—1910-х годов в России получили развитие такие направления искусства как историзм и неорусский стиль, обращённые к традициям народного искусства. В 1870 году меценат Савва Мамонтов выкупает усадьбу Абрамцево, где в 1878 году был основан Абрамцевский художественный кружок. Объединение, ставшее своеобразным культурным центром, не только положило начало неорусскому стилю в архитектуре, но и целенаправленно занималось возрождением утраченных и забытых народных ремёсел, в том числе и изразцового искусства. В 1890 году в имении была открыта гончарная мастерская под названием «Художественный гончарный завод „Абрамцево“». В мастерской было налажено производство изразцов. Самой заметной стала большая серия изразцов, выполненная по рисункам Михаила Врубеля, в которых он стремился «опереться на
традиции древнерусского изразцового искусства, расцветавшего на Руси в XVII веке». Известны работы в технике изразцов и других участников кружка.
В эпоху модерна получает большое распространение декоративная архитектурная керамика, в виде изразцовых фризов и панно. Здания в национальном стиле начинают украшать изразцами в русских традициях. В 1907 году близ Санкт-Петербурга были открыты кикеринские майоликовые мастерские под руководством известного мастера-керамиста Петра Ваулина, где по рисункам Евгения Лансере, Сергея Чахонина, Николая Рериха и самого Ваулина выпускали изразцы для декорирования зданий. В 1910-х годах расширили деятельность многочисленные мастерские Строгановского училища, в том числе керамическая мастерская, выпускавшая изразцы для архитектурного оформления зданий.

## Изготовление
Изготовление изразцов — сложный процесс, в котором участвовали резчики форм и гончары или каменщики, имевшие опыт обжигания кирпича. В Москве в XVII веке изготовлением изразцов занимались профессиональные мастера в Оружейной палате. В провинциальных изразцовых центрах изразцы изготавливали мастера строительных профессий: каменщики, печники. Как правило, возникали такие центры там, где уже было налажено кирпичное производство, часто в крупных монастырях. Места обжига изразцов называли в XVII веке «заводами».
Крупные изразцовые центры были, кроме Москвы, в Ярославле, Пскове, Новгороде, Балахне, Владимире, а также в некоторых северных городах. Печи изготавливали для продажи на ярмарках, но в основном по заказу для монастырей, для людей боярского сословия или по царскому указу. Изготавливали целые печные наборы, перевозили их преимущественно водными путями, таким образом один изразцовый центр мог снабжать своей продукцией довольно обширную территорию. В 17 веке мастера этого промысла имели налоговые послабления. Нередко по заказу поставляли не уже изготовленные изразцы, а приглашали мастеров на место с тем, чтобы не перевозить довольно хрупкий материал, а сделать большой заказ на месте. Так поступили, например, в Муроме при строительстве Троицкого монастыря, обильно украшенного изразцами, там была создана временная мастерская, а каменщики.изразечники из Владимира обжигали в ней изразцы для собора. Подобная практика применялась и в других местах.

### Изготовление рельефных изразцов
Печной или декоративный архитектурный изразец XV—XVI века имел вид квадратной коробки, с толщиной лицевой пластинки около 1 см. На лицевой стороне коробки обычно делали изображение посредством оттиска рисунка, нарезанного на деревянной матрице, на влажной глиняной поверхности изразца. Мастер (обычно сам гончар или его помощник) вначале вырезал рисунок на липовой доске — негатив, который после оттискивался на глиняную пластину на рабочем столе (Филиппов, Розенфельдт и другие авторы ошибочно писали о том, что оттиск проводили на круге, но ручные и ножные круги не могли выдержать такую нагрузку). Изразцовая резьба была аналогична резьбе ксилогравюры, распространившейся в Европе XV века в связи с книгопечатанием. Далее к оборотной стороне пластины крепилась румпа, за счёт которой она держалась в кладке. Таким образом, изразец имел вид конической коробки, с высотой румпы около 8—9 см и толщиной — 1 см. На рубеже XVI—XVII века коническая коробка была заменена фигурной румпой с отверстиями для пропуска металлического дрота (проволоки), с целью крепления целой группы изразцов в один ряд на зеркале печи.

## Историография
Истории и эволюции русских изразцов в Москве и за её пределами посвящено много научных работ. Данную тему в XIX—XX веке рассматривали в своих трудах Иван Забелин, Николай Султанов, Алексей Филиппов, Михаил Рабинович, Никита Воронов, Александр Салтыков, Ростислав Розенфельдт, Сергей Маслих, Александр Векслер,  Нинель Немцова, Олег Трусов, Й. А. Генис и другие авторы. Среди научных трудов XXI века выделяют работы Светланы Барановой («Москва изразцовая» (2009), «Изразцовая летопись Москвы» (2012), «Русский изразец» (2014)), и серию статей сотрудников Ново-Иерусалимской археологической экспедиции, работавшей с 2009 по 2017 год под руководством Леонида Беляева.
До 1991 года отдельно рассматривали тему изразцов прибалтийские исследователи, занимаясь исключительно местными археологическими материалами. Российские археологи, архитекторы и краеведы также больший период времени изучали изразцовое искусство в отрыве от общеевропейского опыта. Данная ситуация была вызвана тем, что русским читателям был недоступен огромный материал по изучению изразцового искусства Западной и Центральной Европы, который включает исследования, проведённые в XX—XXI веке в Германии, Польше, Чехословакии и Югославии.